# FC Tevragh-Zeïna
El FC Tevragh-Zeïna es un equipo de fútbol de Mauritania que milita en la Liga mauritana de fútbol, la liga de fútbol más importante del país.

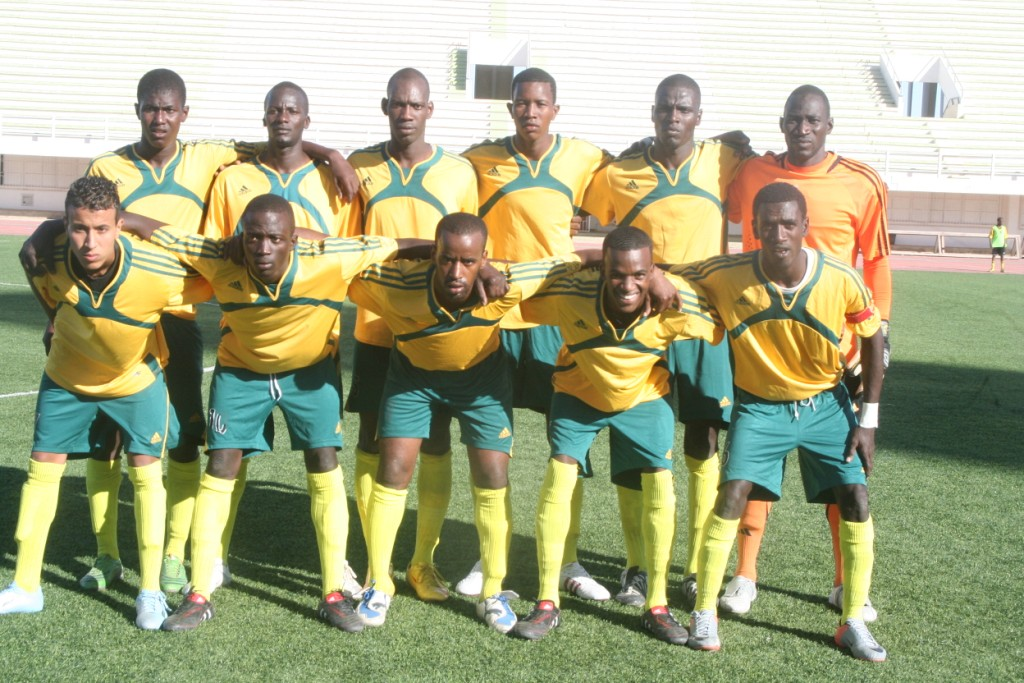
Equipo en la Liga mauritana de fútbol en el año 2010

## Historia
Fue fundado en el año 2005 en distrito de Tevragh-Zeina, en la capital Nuakchot. Ha sido campeón de liga en 1 ocasión, en la cual debutó en la temporada 2009, y ha ganado el Torneo de Copa 2 veces de 3 finales jugadas; también ha ganado la Super Copa en 1 ocasión de 2 finales que ha jugado.
A nivel internacional ha participado en 2 torneos continentales, el primero de ellos fue la Copa Confederación de la CAF 2011, donde fue eliminado en la Primera Ronda por el JS Kabylie de Argelia.

## Palmarés
- Liga mauritana de fútbol: 3

2011-12, 2014-15, 2016
- Copa de Mauritania: 4

2010, 2011, 2012, 2016
- Supercopa de Mauritania: 2

2010, 2015

## Participación en competiciones de la CAF
| Temporada | Torneo                       | Ronda      | Club           | Casa | Visita | Global |
| --------- | ---------------------------- | ---------- | -------------- | ---- | ------ | ------ |
| 2011      | Copa Confederación de la CAF | Preliminar | AS Real Bamako | 1-0  | 0-0    | 1-0    |
| 2011      | Copa Confederación de la CAF | 1          | JS Kabylie     | 1-2  | 0-1    | 1-3    |
| 2020/21   | Copa Confederación de la CAF | Preliminar | AS Kaloum Star | 1-0  | 1-1    | 2-1    |
| 2020/21   | Copa Confederación de la CAF | 1          | RS Berkane     | 0-0  | 0-2    | 0-2    |